# Vernèis
Verneix és un municipi francès, situat al departament de l'Alier i a la regió d'Alvèrnia-Roine-Alps. L'any 2007 tenia 553 habitants.

## Demografia

### Població
El 2007 la població de fet de Verneix era de 553 persones. Hi havia 222 famílies de les quals 56 eren unipersonals (36 homes vivint sols i 20 dones vivint soles), 71 parelles sense fills, 87 parelles amb fills i 8 famílies monoparentals amb fills.
La població ha evolucionat segons el següent gràfic:
Habitants censats

### Habitatges
El 2007 hi havia 278 habitatges, 229 eren l'habitatge principal de la família, 22 eren segones residències i 26 estaven desocupats. 276 eren cases i 2 eren apartaments. Dels 229 habitatges principals, 196 estaven ocupats pels seus propietaris, 30 estaven llogats i ocupats pels llogaters i 4 estaven cedits a títol gratuït; 3 tenien una cambra, 13 en tenien dues, 55 en tenien tres, 80 en tenien quatre i 78 en tenien cinc o més. 208 habitatges disposaven pel capbaix d'una plaça de pàrquing. A 84 habitatges hi havia un automòbil i a 122 n'hi havia dos o més.

### Piràmide de població
La piràmide de població per edats i sexe el 2009 era:
| Homes | Edats   | Dones |
| ----- | ------- | ----- |
| 0     | 95 o +  | 4     |
| 0     | 90 a 94 | 0     |
| 8     | 85 a 89 | 8     |
| 8     | 80 a 84 | 4     |
| 16    | 75 a 79 | 28    |
| 16    | 70 a 74 | 20    |
| 12    | 65 a 69 | 8     |
| 4     | 60 a 64 | 12    |
| 12    | 55 a 59 | 16    |
| 32    | 50 a 54 | 28    |
| 8     | 45 a 49 | 8     |
| 44    | 40 a 44 | 20    |
| 16    | 35 a 39 | 28    |
| 16    | 30 a 34 | 20    |
| 16    | 25 a 29 | 12    |
| 16    | 20 a 24 | 20    |
| 20    | 15 a 19 | 20    |
| 20    | 10 a 14 | 4     |
| 8     | 5 a 9   | 12    |
| 20    | 0 a 4   | 8     |

## Economia
El 2007 la població en edat de treballar era de 361 persones, 268 eren actives i 93 eren inactives. De les 268 persones actives 236 estaven ocupades (134 homes i 102 dones) i 32 estaven aturades (13 homes i 19 dones). De les 93 persones inactives 34 estaven jubilades, 24 estaven estudiant i 35 estaven classificades com a «altres inactius».

### Ingressos
El 2009 a Verneix hi havia 239 unitats fiscals que integraven 603,5 persones, la mediana anual d'ingressos fiscals per persona era de 16.017 €.

### Activitats econòmiques
Dels 14 establiments que hi havia el 2007, 1 era d'una empresa extractiva, 3 d'empreses de fabricació d'altres productes industrials, 1 d'una empresa de construcció, 2 d'empreses de comerç i reparació d'automòbils, 2 d'empreses d'hostatgeria i restauració, 4 d'empreses de serveis i 1 d'una entitat de l'administració pública.
Dels 3 establiments de servei als particulars que hi havia el 2009, 1 era un taller de reparació d'automòbils i de material agrícola, 1 paleta i 1 restaurant.
L'any 2000 a Verneix hi havia 22 explotacions agrícoles que ocupaven un total de 2.340 hectàrees.

## Equipaments sanitaris i escolars
El 2009 hi havia una escola elemental integrada dins d'un grup escolar amb les comunes properes formant una escola dispersa.

## Poblacions més properes
El següent diagrama mostra les poblacions més properes.